# Akehama (Ehime)
El Pueblo de Akehama (明浜町 Akehama-chō?) fue un pueblo del Distrito de Higashiuwa en la Región de Nanyo (南予地方 Nanyo-chihō?) de la Prefectura de Ehime.

## Características
Sus lemas fueron "El pueblo de la brisa, del mikan y donde ser amado", y "¿No quiere experimentar la naturaleza así como es?", queriendo dar una imagen agradable. El 1° de abril de 2004 puso un punto final a su historia, pasando a formar parte de la nueva Ciudad de Seiyo.
Está ubicado en la porción más occidental del Distrito de Higashiuwa (ya extinto) que se encuentra casi en la mitad de la Región de Nanyo, al sur de la Prefectura, y da al Mar de Uwa.
Es una zona de rías y los núcleos poblacionales se concentran en ellas y casi toda la ciudad es una pendiente hacia el sur que se sumerge al Mar de Uwa. Los terrenos que tienen una pendiente muy pronunciada son utilizados en su mayoría para el cultivo de frutas y los terrenos llanos son muy escasos.
Los principales distritos fueron:
- Tanohama (田之浜?)
- Takayama (高山?): a veces se lo subdivide en Takayama y Miyanoura (宮之浦?)
- Karie (狩江?): a veces se lo subdivide en Karihama (狩浜?) y Tonoe (渡江?)
- Katawarazu (俵津?)

Antes de pasar a formar parte de la Ciudad de Seiyo limitaba con los pueblos de Uwa del Distrito de Higashiuwa y Mikame del Distrito de Nishiuwa (ambas actualmente forman parte de la Ciudad de Seiyo), y con el Pueblo de Yoshida del Distrito de Kitauwa (actualmente parte de la Ciudad de Uwajima.

## Origen del nombre
Con ocasión de la fusión de 1958, se realizó una consulta popular para buscar un nombre y se optó por una de las propuestas que la Comisión encargada de la elección consideró más adecuada, pero se dice que no fue la más votada. También se dice que en ella se comprimen los sentimientos de convertirse en un "pueblo costero alegre".
También persisten rumores de que hace más de cien años esta región era conocida como Akahama.

## Historia
Durante el período de los Han (藩?) fue un pueblo pesquero, cuya parte occidental pertenecía al Han de Uwajima (宇和島藩 Uwajima-han?) y la otra mitad al Han de Yoshida (吉田藩 Yoshida-han?).
- 1716: se introduce el cultivo de batata.
- 1808: se empieza a cultivar el haze.
- 1879: se inicia la cría de los gusanos de seda.
- 1880: se empiezan a cultivar los cítricos.
- 1911: se inaugura el primer servicio de ferry.
- 1933: primer contingente de emigrantes agrícolas al Brasil.
- 1958: se forma el pueblo de Akehama.
- 1973: se aprueba la construcción de la Represa de Nomura (野村ダム Nomura-damu?).
- 2004: el 1° de abril se fusiona con los pueblos de Uwa, Nomura y Shirokawa (todas del Distrito de Higashiuwa); y el Pueblo de Mikame del Distrito de Nishiuwa para formar la nueva Ciudad de Seiyo.